# Dickson (Vorname)
Dickson ist ein männlicher Vorname.

## Herkunft und Bedeutung
Den Namen tragen hauptsächlich Männer aus afrikanischen Ländern des ehemaligen britischen Weltreichs.

## Bekannte Namensträger
- Dickson Abiama (* 1998), nigerianischer Fußballspieler
- Dickson Agyeman (* 1985), belgischer Fußballspieler
- Dickson Choto (* 1981), simbabwischer Fußballspieler
- Dickson Chumba (* 1986), kenianischer Marathonläufer
- Dickson Despommier (1940–2025), US-amerikanischer Parasitologe und Ökologe
- Dickson Etuhu (* 1982), nigerianischer Fußballspieler
- Dickson Iroegbu (* 1985), nigerianischer Filmregisseur und -produzent
- Dickson Mabon (1925–2008), schottischer Politiker
- Dickson Makwaza (* 1942), sambischer Fußballspieler und -trainer
- Dickson Marwa (* 1982), tansanischer Langstreckenläufer
- Dickson Mua (* 1972), salomonischer Politiker
- Dickson Nwakaeme (* 1986), sambischer Fußballspieler
- Dickson Poon (* 1956), hongkong-chinesischer Industrieller
- Dickson Wamwiri (1984–2020), kenianischer Taekwondoin